# لويز، أميرة ملكية
لويز، الأميرة الملكية ودوقة فايف (بالإنجليزية: Louise, Princess Royal)‏ (لويز فيكتوريا الكسندرا داغمار، 20 فبراير 1867 - 4 يناير 1931) كانت الطفلة الثالثة والابنة البكر للملك إدوارد السابع ملك المملكة المتحدة والملكة ألكسندرا وكانت كانت الشقيقة الصغرى للملك جورج الخامس.